# Женщина в красном
«Же́нщина в кра́сном» (англ. The Woman in Red) — кинофильм. Премия «Оскар» за лучшую песню. Фильм является ремейком французского фильма 1975 года «И слоны бывают неверны».

## Сюжет
Однажды Тедди оказывается в одном халате, без трусов на карнизе за окном спальни красотки, и всё это снимает телевидение. Как он оказался в этой нелепой ситуации? Всему виной сногсшибательная красавица Шарлотта, женщина в красном платье. У Тедди Пирса есть всё, что нужно для счастливой жизни — милая жена, дети, хорошая работа, друзья.
Всё бы хорошо, но он отчаянно скучает и переживает кризис среднего возраста. Увидев сногсшибательную красотку в развевающемся красном платье, он безумно влюбляется в неё, и теперь единственная цель для него — забраться в её постель. Всё своё свободное время он тайно преследует предмет своей страсти, пытаясь во что бы то ни стало осуществить задуманное. Его друзья пускаются во все тяжкие, чтобы прикрыть его, от исполнения заветного желания отделяет одно мгновение, но…

## В ролях
- Джин Уайлдер — Тедди Пирс
- Чарлз Гродин — Бадди
- Келли Леброк — Шарлотта
- Джозеф Болонья — Джоуи
- Джудит Айви — Диди Пирс
- Майкл Хадлстон — Майки
- Гилда Раднер — мисс Милнер
- Кайл Хефнер — Ричард
- Майкл Зорек — Шелли
- Билли Бек — кабатчик
- Кайра Стемпл — Мисси Пирс
- Робин Игнико — Бекки Пирс
- Вайола Кэйтс Стимпсон — Мама Делл
- Дэнни Уэлс — мэтр D
- Бадди Силбермэн — Гилберт

## Саундтрек
- В фильме звучит популярная песня «I Just Called to Say I Love You»[1], написанная Стиви Уандером. За неё фильм и получил «Оскар» (1985) в категории «Лучшая песня к фильму».

## Интересные факты
- Ключевая сцена завязки фильма (Шарлотта в развевающемся красном платье, которую видит Тедди) — прямая отсылка к знаменитому эпизоду из фильма 1955 года «Зуд седьмого года», где от потока воздуха аналогичным образом развевается белое платье главной героини, которую изображает Мэрилин Монро (образ, ставший впоследствии культовым)[2].
- Исполнительница роли фотомодели Шарлотты Келли Леброк к моменту съемок сама была моделью, причем достаточно известной. «Женщина в красном» стала её дебютом в кино и началом новой карьеры. В год выхода фильма она вышла замуж за его продюсера Виктора Драя (с которым до этого несколько лет встречалась), а через год после произошедшего в 1986 году развода вторым её мужем стал Стивен Сигал. В 1990 году Келли, вместе с Сигалом, снималась в боевике «Смерти вопреки».